# Leo Minaya
Leo Minaya, właśc. Lisandro Minaya (ur. 1 lutego 1984 r.) – amerykański aktor filmowy i telewizyjny.

## Życiorys
Wychowywał się w Washington Heights, dzielnicy Manhattanu. Ma czworo rodzeństwa. Aktorstwem i teatrem interesował się już jako uczeń szkoły podstawowej. Uczęszczał do liceum artystycznego. Po występie w krótkim metrażu From an Objective Point of View (2002) pojawił się w niezależnym dramacie Manito ('02), reżyserowanym przez Erika Easona. Obraz zaprezentowano podczas Festiwalu Filmowego w Sundance, a obecni na pokazie krytycy zwrócili uwagę na talent Minayi. Roger Ebert uznał rolę aktora za bardzo udaną. Komediodramat z udziałem Minayi, Jak kobiety z rodziny Garcia spędziły lato (How the Garcia Girls Spent Their Summer, 2005) również był wyświetlany w Sundance; aktor zagrał w tym filmie ukochanego Ameriki Ferrery. W dramacie o tematyce LGBT Morgan (2012) wcielił się w bohatera tytułowego − niepełnosprawnego homoseksualistę, Morgana Olivera. Widzowie telewizyjni widzieli go w odcinku pilotażowym serialu Hostages: Zakładnicy (Hostage, 2013), produkowanego przez Jerry'ego Bruckheimera.

## Filmografia
- 2002: From an Objective Point of View jako Trent
- 2002: Manito jako Manny Moreno
- 2005: Jak kobiety z rodziny Garcia spędziły lato (How the Garcia Girls Spent Their Summer) jako Sal
- 2012: Morgan jako Morgan Oliver
- 2013: The House That Jack Built jako Richie
- 2013: Hostages: Zakładnicy (Hostages) jako Nico
- 2015: Little Angel (Angelita) jako Jose
- 2015: Younger jako Ryan
- 2016: Zaprzysiężeni (Blue Bloods) jako Javier Fernandez
- 2017: Bushwick jako Hector

## Nagrody i wyróżnienia
- 2002, Sundance Film Festival:
  - Specjalna Nagroda Jurorów w kategorii najlepsza rola w filmie dramatycznym (za występ w Manito)[6]